# Il valore del momento
Il valore del momento è un album del cantautore Bungaro, pubblicato nel 2012.

## Descrizione
L'album contiene quattro inediti e otto brani che Bungaro ha originariamente scritto per altri artisti e di cui idealmente se ne riappropria, recuperando e interpretandone la versione originale.

## Tracce
CD
1. Quando torni
2. Senza confini
3. Dimentichiamoci (feat. Paola Cortellesi)
4. Dopo l'amore (feat. Donatella Finocchiaro)
5. Come la pioggia che si sposa al vento
6. Agisce agisce
7. A me non devi dire mai
8. Dolce meccanica
9. Quante volte per amore
10. Io non ho paura
11. Il valore del momento (feat. Miúcha)
12. Il mare immenso (live)

## Le versioni originali degli otto brani ripresi
- Senza confini, 1998 
 di Bungaro e Pino Romanelli, interpretata da Eramo & Passavanti al Festival di Sanremo 1998 vincendo il Premio della critica "Mia Martini"
- Dopo l'amore, 2012 
 scritto per Pilar[3]
- Agisce, 2003 
 interpretata da Patrizia Laquidara
- A me non devi dire mai, 2012 
interpretata da Chiara Civello
- Dolce meccanica, 2007 
 interpretata da Ornella Vanoni
- Quante volte per amore, 2005 
 interpretata da Nicky Nicolai
- Io non ho paura, 2011 
 di Cesare Chiodo, Antonio Iammarino e Bungaro, interpretata da Fiorella Mannoia
- Il mare immenso, 2011 
 di Bungaro, Giusy Ferreri e Max Calò, interpretata da Giusy Ferreri al Festival di Sanremo 2011

## Formazione
- Bungaro – voce, chitarra acustica
- Cesare Chiodo – basso, chitarra elettrica
- Tony Brundo – tastiera, pianoforte
- Michele Ascolese – chitarra acustica, chitarra elettrica, bouzouki
- Franco Barresi – batteria, percussioni
- Frank Tortiller – vibrafono
- Tony Canto – chitarra acustica, chitarra elettrica
- Lisa Green – violino
- Laura Pierazzuoli – violoncello
- Peppe D'Argenzio – sassofono baritono